# Pokorny Attila
Pokorny Attila (Marosvásárhely, 1977. március 2. –) szobrász.

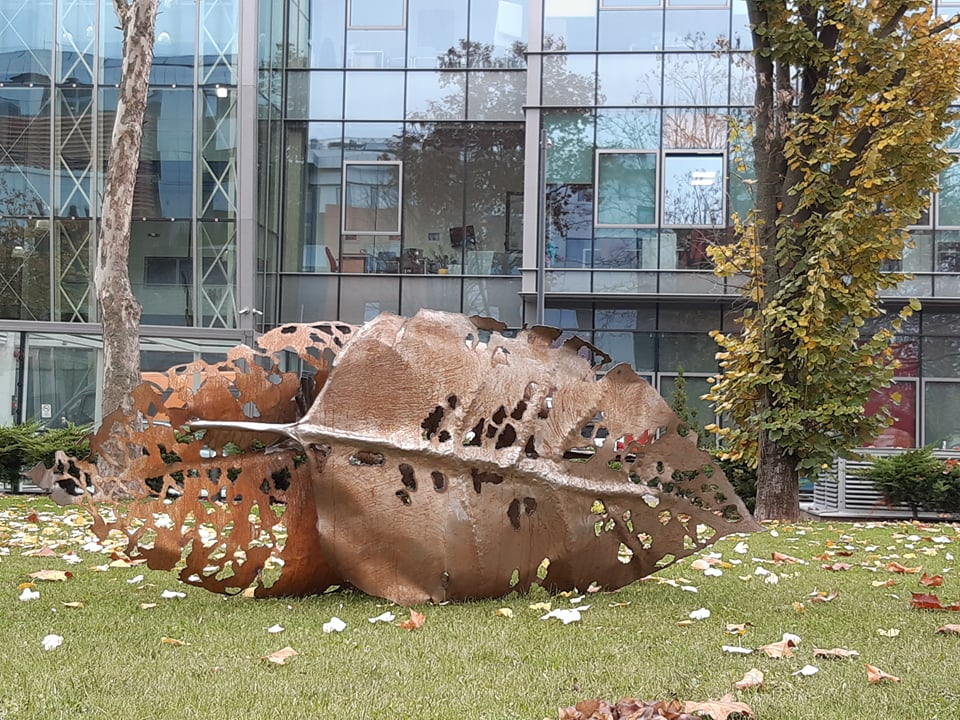
Pokorny Attila műve

2001-ben végzett szobrász szakon a kolozsvári Képzőművészeti és Formatervezési Egyetemen, Kolozsi Tibor tanítványaként, ugyancsak vele restaurálta 2003-ban az aradi Szabadság-szobrot. Egy évre rá elkészítette II. Rákóczi Ferenc mellszobrát Marosvásárhelynek.
Az ezredforfuló óta Magyarországon él. 2006 és 2010 között a Pécsi Tudományegyetem Művészeti Kar Képzőművészeti Mesteriskola DLA-képzésben vett részt. Számos nemzetközi szimpozionon, művésztelepen és kiállításon vesz részt Európában. Többek között 2012-ben részt vett Koreában a Geumgang Természetművészeti Biennálén. 2011-ben megnyerte a Pollock-Krasner alkotói támogatást Amerikából. Kezdeményezője a gernyeszegi Teleki-kastélyban szervezett Kastélykert Művésztelepnek, amelyet 2019-ben már hatodik alkalommal rendeztek meg.

## Egyéni kiállítások
- 2004 – Bernády Ház Galéria, Marosvásárhely
- 2004 – Gönczi AMK Galéria, Zalaegerszeg
- 2006 – Flesh and Buildings Bástyagaléria 74, Marosvásárhely
- 2007 – Jankay Galéria, Békéscsaba
- 2009 – HORDA Galéria, Pécs
- 2013 – Természetes Frekvenciák, Magma Kortárs Galéria, Sepsiszentgyörgy